# Cell Press

Cell Press, est une maison d’édition basée aux États-Unis et filiale du groupe éditorial Elsevier ; elle est spécialisée dans la publication de revues biomédicales telles que Cell ou Neuron.

## Historique
Benjamin Lewin (en) fonde la revue scientifique Cell en janvier 1974, sous l’égide des Presses du MIT. Il rachète ensuite le titre pour le rendre indépendant : Cell Press est fondé sous ce nom en 1986. L’entreprise lance de nouvelles revues progressivement : Neuron en mars 1988, Immunity (en) en avril 1994, Molecular Cell en décembre 1997. Benjamin Lewin quitte son entreprise en octobre 1999, l’ayant revendue six mois plus tôt à Elsevier.
Depuis lors, Cell Press a lancé neuf nouveaux titres : Developmental Cell en 2001, Cancer Cell en février 2002, Cell Metabolism en janvier 2005, Cell Host & Microbe (en) en mars 2007 et Cell Stem Cell en juillet de la même année, Cell Systems (en) en juillet 2015, Chem en juillet 2016, Joule en septembre 2017, iScience en mars 2018 et One Earth en septembre 2019.
Durant cette période, trois titres préexistants du groupe Elsevier sont adjoints à Cell Press : Current Biology, lancé en janvier 1996, est rattaché à Cell Press début 2001 ; Chemistry & Biology (en), lancé le 15 avril 1994, rejoint Cell Press en janvier 2002. Enfin, Structure (en), lancé en 1993 (et fusionné avec Folding & Design début 1999 sous le nom de Structure with Folding & Design) passe sous le pavillon de Cell Press au début de 2001 — à l’occasion de quoi le titre reprend son nom de Structure (en).
En octobre 1995, le site web Cell.com est inauguré ; on y trouve alors les sommaires des numéros parus, des extraits d’articles et des informations relatives aux auteurs. La version numérique complète des revues Cell, Neuron et Immunity est publiée sur le web à partir de juillet 1997.